# 뤄샤오쥐안 (펜싱 선수)
뤄샤오쥐안(중국어 간체자: 骆晓娟, 정체자: 駱曉娟, 병음: Luò Xiǎojuān, 한자음: 낙효연, 1984년 6월 12일~)은 중화인민공화국의 펜싱 선수로 주 종목은 에페이다.

## 경력
뤄샤오쥐안은 1984년 장쑤성 다펑시에서 태어났으며 12세 때 학교 교사의 권유로 펜싱을 시작했다. 장쑤 체육학교를 졸업한 후인 1998년 장쑤성 펜싱단에 입단했다.
2001년에 중국 성인 국가대표가 된 뤄샤오쥐안은 2006년 세계 펜싱 선수권 대회의 단체전 결승전에서 프랑스를 꺾고 우승하였다. 그녀는 이 업적을 리나, 장리, 중웨이핑과 함께 달성하였다. 그녀는 2012년 하계 올림픽의 여자 에페 단체전에서 쉬안치, 리나, 쑨위제와 함께 우승을 거두었다.